# Adolf Gelber
Adolf Gelber (* 15. Mai 1856 in Pidhajzi, Kaisertum Österreich; † 6. Februar 1923 in Wien) war ein österreichischer Journalist und Schriftsteller.

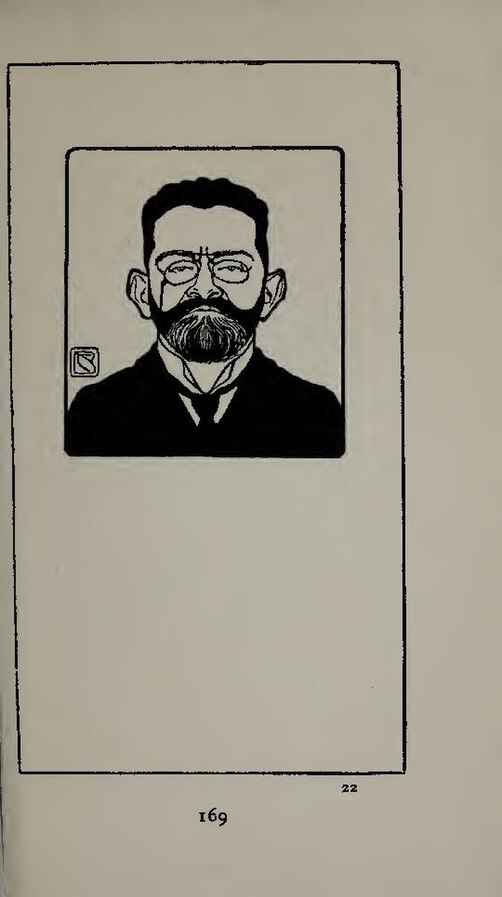
Bertha Czegka (1902)

## Leben
Adolf Gelber studierte an den Universitäten Lemberg, Czernowitz und Wien Philosophie und Jura. 1881 wurde er Redakteur des Neuen Wiener Tagblatts. Er war Shakespeare-Forscher und Freund von Josef Popper-Lynkeus.

## Schriften (Auswahl)
- Auf griechischer Erde. (Im Sommer 1912, vor dem Kriege). Wien 1913, OCLC 186884454.
- Schneewittchens Weihnachten im Walde. Neue Geschichten. Wien 1915, OCLC 795329321.
- Indianermärchen. Manito und seine Leute. Wien 1921, OCLC 61183285.
- Josef Popper-Lynkeus. Sein Leben und sein Wirken. Wien 1925, OCLC 614636933.